# B83
La B83 è una bomba all'idrogeno di produzione statunitense, entrata in servizio a partire dal 1983 e ancora in uso. La B83 è una bomba aeronautica a caduta libera, non guidata, e la sua detonazione rilascia un'energia pari a 1,2 megatoni di equivalente in TNT, fatto che la rende la più potente bomba a caduta libera in dotazione alla United States Air Force.
La bomba è lunga 3,7 metri e ha un diametro di 460 millimetri. Il dispositivo nucleare che costituisce la parte attiva della bomba, distinta dal paracadute freno e dai dispositivi di sicurezza quale il Permissive Action Link (PAL), occupa uno spazio compreso tra gli 0,92 e i 1,24 metri ed è situato nella parte anteriore, come evidenziato dal posizionamento molto avanzato dei "lugs", ovvero i dispositivi ad anello con cui viene agganciata ai piloni di trasporto degli aerei su cui viene caricata.